# Viktor Kalinin
Viktor Kalinin –en ruso, Виктор Калинин– (19 de marzo de 1940) es un jinete soviético que compitió en la modalidad de concurso completo. Ganó una medalla de oro en el Campeonato Europeo de Concurso Completo de 1975, en la prueba por equipos.

## Palmarés internacional
| Campeonato Europeo | Campeonato Europeo | Campeonato Europeo | Campeonato Europeo |
| Año                | Lugar              | Medalla            | Categoría          |
| ------------------ | ------------------ | ------------------ | ------------------ |
| 1975               | Luhmühlen (RFA)    | Medalla de oro     | Por equipos        |